# Lamproxynella apotela
Lamproxynella apotela är en tvåvingeart som först beskrevs av Friedrich Georg Hendel 1914.  Lamproxynella apotela ingår i släktet Lamproxynella och familjen borrflugor.
Artens utbredningsområde är Venezuela. Inga underarter finns listade i Catalogue of Life.